# Hal Jordan
Harold "Hal" Jordan è un personaggio dei fumetti statunitensi pubblicati da DC Comics. Creato da John Broome e Gil Kane, debutta in Showcase n. 22 (settembre 1959). Oltre che essere la seconda Lanterna Verde della Terra in ordine cronologico, ha avuto anche altre identità: Parallax e lo Spettro.
È noto come la Lanterna Verde della Silver Age ed è uno dei personaggi dei fumetti più amato di tutti i tempi. Fa il suo esordio, su Showcase n. 22, e rappresenta, insieme a Flash, l'inizio ufficiale della Silver Age stessa, con un primo, importante rinnovamento dei vecchi personaggi della Golden Age.
L'esperimento della DC Comics è abbastanza innovativo, per l'epoca. I tempi, infatti, sembrano maturi per riproporre quei personaggi classici che erano stati abbandonati per quasi un decennio e soprattutto per riproporre un genere, quello dei supereroi, che sembrava non attirare più i lettori. Il timido esordio di J'onn J'onzz sulle pagine di Detective Comics, però, convinse l'editore a riproporre, alcuni degli eroi più illustri. A breve distanza, quindi, l'esordio di Barry Allen, il cui successo convinse dell'opportunità di trovare l'erede di Alan Scott, la Lanterna Verde della Golden Age, proprio in Hal Jordan.
La formula di base, ovvero una persona comune che improvvisamente si trova investita di grandi poteri, resta immutata, in quanto decisamente vincente (lo dimostreranno i successi di due altre icone della Silver Age, l'Uomo Ragno ed i Fantastici Quattro), cambiano però il modo di presentare il personaggio, il linguaggio narrativo e tutta la mitologia che vi ruota attorno, il tutto per rendere ancora più perfetto il processo identificativo del lettore con l'eroe. Il suo creatore grafico, Gil Kane, si è ispirato ai tratti e al fisico di Paul Newman nel disegnarlo. Inoltre Kane ha sviluppato un costume molto più moderno e funzionale alle storie fantascientifiche di Broome, eliminando il mantello e realizzando una tuta completamente verde, con il simbolo del corpo (una lanterna verde) al centro del petto in un cerchio di sfondo bianco.
Il sito web IGN ha inserito Hal Jordan alla settima posizione nella classifica dei cento maggiori eroi della storia dei fumetti, dopo Capitan America e prima di Wally West.

## Biografia del personaggio
Hal Jordan, collaudatore di aerei per la Ferris Aircraft, mentre collauda un velivolo è costretto da un'avaria ad un atterraggio di fortuna. Nello stesso momento avviene la stessa cosa per un alieno morente. È una Lanterna Verde e, considerato l'irrecuperabilità delle sue ferite, ordina al suo anello di cercare qualcuno in grado di sostituirlo. L'anello di Abin Sur (questo il suo nome) sonda il terreno circostante e trova le qualità di onestà, coraggio e grande forza di volontà proprio in Hal Jordan, da tutti considerato un uomo spericolato ed inaffidabile che rischia di gettare al vento la sua stessa vita. Tuttavia l'anello lo chiama a sé, vicino al corpo di Abin Sur, e lo informa dell'esistenza di un corpo di polizia spaziale che ha il compito di mantenere la pace nell'Universo, al centro del quale è posto il pianeta Oa, per scelta degli stessi Guardiani dell'Universo, una razza di nanetti blu, controllori dell'energia verde contenuta nell'anello. I Guardiani hanno suddiviso l'Universo in settori (3600), ponendo Oa al centro e facendo sì che ogni settore venisse controllato da un essere intelligente di provati onestà e coraggio, in modo da dargli in dotazione un anello del potere come quello di Abin Sur ed un giuramento di fedeltà, che serve a ricaricare l'anello ogni 24 ore. L'unica limitazione è il giallo: l'anello non può nulla contro gli oggetti di tale colore.
Informato di questi fatti, Hal accetta di diventare il nuovo protettore della Terra, posta nel settore 2814, cambiando irreversibilmente la sua vita e quella dei suoi cari, prima fra tutte la sua amata e, per un certo periodo, fidanzata Carol Ferris, suo capo alla Ferris Aircraft, che divenne Star Sapphire, una criminale avversaria di Lanterna Verde. Tra i suoi nemici importanti sono poi il telepate Hector Hammond, il suo arcinemico, l'ex Lanterna Verde Sinestro e la Lanterna Rossa Atrocitus. Comunque ben presto Carol conoscerà la vera identità di Hal, unendosi così a Tom Kalmaku, amico fidato.
Oltre al revival di molti eroi della Golden Age, venne ben presto l'idea di riportare in vita anche il concetto di supergruppo: quando si presentano minacce troppo grandi per essere affrontate da un solo eroe, essi si riuniscono in una società che, durante la golden age, era chiamata Justice Society of America. Riproporre lo stesso gruppo con lo stesso nome non apparve la cosa migliore da fare e così su The Brave and the Bold n. 28 del 1959 fece il suo ingresso nel mondo dei fumetti la Justice League of America, che vedeva proprio Hal Jordan tra i suoi fondatori.

### O'Neil-Adams
Tra la fine degli anni sessanta ed i primi settanta divenne supervisore capo della DC Comics Julius Schwartz. Le sue geniali intuizioni non sono solo alla base del ritorno delle atmosfere cupe nelle storie di Batman, ma anche nel rilancio di un personaggio come Hal Jordan, che nonostante la sua posizione di forza all'interno della Justice League of America, si trovava in una fase narrativa di calo. Schwartz, a quel punto, decide di affidare il personaggio alle capaci mani di Dennis O'Neil, che in coppia con il disegnatore Neal Adams aveva già rivitalizzato il citato Batman con l'introduzione di uno dei criminali più efficaci di tutti i tempi: Ra's al Ghul.
Nel caso di Lanterna Verde, però, si decise innanzitutto di proporre storie più urbane e più vicine alla vita di tutti i giorni. Per fare questo, però, era necessario affiancare ad Hal, e quindi a Lanterna Verde, un eroe più vicino a tali atmosfere, ma che al contempo non fosse così popolare da uscirne stravolto. La scelta, sicuramente non facile ma a posteriori azzeccata, fu di puntare su Freccia Verde, alias Oliver Queen, miliardario e play-boy che proprio sulle pagine della JLA e proprio per mano di O'Neil aveva recentemente perso tutta la sua fortuna.
Il primo contatto tra Hal ed Oliver, avvenuto su Green Lantern n. 76, non fu certo dei più semplici: Lanterna Verde passava per Star City, la città di Freccia Verde, e, vedendo un gruppo di giovani prendersela con un uomo solo, decide di intervenire in favore di quest'ultimo, per poi scoprire che in realtà questi è il padrone del palazzo in cui quegli uomini vivono, in condizioni miserevoli e drammatiche. Hal, allora, inizia ad indagare su questo individuo, affrontandolo in maniera diretta ed ottenendo, come unico risultato, un richiamo da parte dei Guardiani. Alla fine, però, disobbedisce e contribuisce all'arresto del losco individuo. In conclusione di questo primo episodio, grazie ad un accorato discorso di Oliver, i Guardiani decidono di inviare uno di loro sulla Terra per seguire Hal ed Oliver nel loro viaggio attraverso gli Stati Uniti.
Il loro viaggio sarà un percorso che li porterà vicino alle condizioni di operai sfruttati dal loro padrone, proprietario di una miniera (Slapper Soames in Viaggio verso la desolazione); affronteranno, insieme a Dinah Lance, Black Canary di Terra-Uno, un gruppo di gente ipnotizzato da un folle razzista, tal Joshua. Salvata Dinah dall'influsso del folle Joshua, i tre arrivano ad una riserva indiana ricca di legname sfruttato illegalmente da un'industria locale, protetta dal fatto che il documento che sancisce il possesso di quella terra da parte della tribù locale è andato perso. A quel punto i due eroi dividono le loro strade: mentre Hal, sfruttando le sue abilità di archivista (uno dei suoi numerosi lavori), riesce a trovare il possessore dell'ultima copia del documento, giungendo però in ritardo, in quanto un incendio fa scomparire le vecchie carte proprio nel momento giusto. Oliver, invece, si traveste da Ulysses Star il capo tribù che un secolo prima aveva stipulato l'accordo con il governo statunitense per dare una scossa ai pellirosse e farli ribellare.
La vicenda si conclude con una sfida nel fiume tra i due amici, dopo la quale vengono arrestati i gestori dell'industria, colpevoli dell'incendio di Evergreen City che ha distrutto il documento governativo cercato da Lanterna Verde, mentre la tribù è riuscita ad ottenere un'udienza al Congresso.
Il viaggio del Guardiano sulla Terra e la sua amicizia con Hal, Oliver e Dinah si conclude in una doppia storia cosmica: i Guardiani di Oa, infatti, convocano il loro concittadino a causa della sua scelta di salvare Lanterna Verde piuttosto che bloccare un principio di inquinamento. Condotto, insieme ai tre eroi, nello spazio, viene prima diretto verso il pianeta Gallo, un pianeta tribunale dove il Guardiano verrà processato. Il capo meccanico del pianeta si ribella ai magistrati e ne prende il controllo grazie ai robot, ma Lanterna e Freccia Verde rovineranno i suoi piani di conquista della Galassia. Nella puntata successiva è l'ora del processo, che causerà una prima rottura tra Hal ed i Guardiani, che giudicano colpevole il loro collega e lo privano della sua immortalità, esiliandolo sul pianeta Maltus, il pianeta dove ha avuto origine la razza dei Guardiani. Il pianeta, però, è preda della follia: una donna, Madre Juna, ha infatti iniziato a popolarlo creando una sorta di cloni dei maltusiani, con falsi ricordi, per controbilanciare gli effetti di un'improvvisa sterilità della popolazione. La fase di sterilità, però, passa ben presto e la popolazione cresce in maniera incontrollata, soprattutto a causa di questi cloni, creando una situazione di caos incontrollabile. Ancora una volta il provvidenziale intervento di Hal, Oliver e Dinah riesce a riportare la situazione alla normalità, lasciando il pianeta tranquillo ed il Guardiano al suo destino.
Prima di proseguire nel loro percorso nell'animo umano e nella vita di tutti i giorni, i due autori si concedono una pausa mettendo in campo Sinestro, uno dei più vecchi avversari di Hal. Grazie alla magia di un particolare cristallo ed all'aiuto della sorella, Witch Queen, intrappola Hal in una dimensione popolata dai mostri della mitologia ellenica in cui il suo anello non ha alcun potere. In questo caso sarà l'intervento di Freccia Verde e, soprattutto, di Black Canary a riportare in salvo l'eroe nella nostra dimensione.
I due autori si avvicinano così agli episodi più intensi ed importanti di tutto l'arco narrativo. Dopo aver riavvicinato Hal e Carol, ora costretta su una sedia a rotelle da una bambina dai fortissimi poteri psichici e manipolata dal folle cuoco della sua scuola, e dopo averli messi a confronto con l'idea di un mondo di plastica, corrotto da Black Hand, altro nemico di Hal, e dal suo desiderio di controllo, O'Neil ed Adams fanno entrare prepotentemente nella vita dei due eroi il problema della droga. I due, infatti, entrano casualmente in contatto con una banda di sbandati tossicodipendenti che attaccano con una balestra un Oliver Queen in abiti civili. L'ex miliardario riconosce, però, una delle sue frecce ed inizia ad indagare insieme all'amico Lanterna Verde, per scoprire un traffico di stupefacenti, che viene immancabilmente sconfitto. Roy Harper, protetto di Oliver nonché suo sidekick nei panni di Speedy, è però caduto nel demone della droga. Respinto da uno sconvolto Oliver, viene aiutato da Hal e da Dinah. Superato il suo problema, Roy ha parole molto dure nei confronti del suo mentore e della società in generale.
Nel frattempo Guy Gardner, Lanterna di riserva, subisce un grave infortunio, che suggerisce ai Guardiani di eleggere un nuovo vice per Hal. La scelta cade su John Stewart, un nero che costringerà ancora una volta Lanterna ad affrontare il problema del razzismo negli Stati Uniti.
L'arco narrativo si conclude con un episodio in cui Isaac, un terrorista ecologico malato di cancro a causa dell'inquinamento, inizia a colpire in varie parti del paese le più importanti industrie, fino a che non prende di mira la Ferris, che, sviluppando i motori per gli aeroplani, è una grandissima fonte di inquinamento. Le fattezze di Isaac ed il suo stretto rapporto con la natura richiamano in maniera evidente l'iconografia classica su Gesù, così come una delle scene finali, con Oliver, Hal ed Isaac al centro legati sulle code di tre degli aerei della Ferris Aircraft, ricorda la morte di Gesù sul Golgota. Isaac, dal fisico debole, non resiste e muore tra le braccia dei due eroi.
Queste sono le parole con cui Carol commenta la morte di Isaac ed a queste parole Hal risponde in silenzio distruggendo con il suo anello un aereo da 9 milioni di dollari.
Proprio la fuga dal progresso e da una società corrotta è alla base de Il fato di un arciere, in cui Oliver uccide, per sbaglio, un suo aggressore. L'incidente viene mal sopportato dall'eroe, che si rifugia in un monastero disperso tra i boschi per ritrovare sé stesso e, soprattutto, con l'intenzione di non rientrare più nella civiltà. Solo il dover salvare Dinah lo convincerà a tornare a Star City, non prima di aver dimostrato a sé stesso di aver ritrovato la sua abilità e la sua calma quando è costretto a salvare l'amico Hal, inerte di fronte ad uno dei molti pazzi, assolutamente umani, mossi dal desiderio di vendetta.

### Crisi sulle Terre infinite
Gli anni ottanta, poi, sono caratterizzati da un evento fondamentale per tutto il cosmo DC Comics: Crisi sulle Terre infinite.
L'arco narrativo ideato da Marv Wolfman e George Pérez vede l'avanzare della minaccia dell'Anti-Monitor. I Guardiani, per meglio fronteggiare a tale minaccia, in parte legata ad alcuni loro errori del passato, decidono di richiamare nel corpo Hal Jordan e, contemporaneamente, danno un anello anche ad un altro terrestre, il focoso Guy Gardner.
Crisis diventa così un punto fondamentale nella storia di Hal e delle Lanterne Verdi in generale. Mentre Hal inizia una relazione amorosa con Arisa, collega aliena nel Corpo, Kilowog, il suo primo maestro, aiuta l'Unione Sovietica a costruire un proprio corpo di polizia speciale, i Rocket Red. Tutto questo rinnovato interesse verso la Terra, però, ha un suo significato. I Guardiani si stanno infatti preparando ad allenare un nuovo gruppo di eroi, persone che dovranno guidare la razza umana verso un nuovo e splendente destino di pace. A questo piano si oppongono i Menhunter, un gruppo di robot, i primi possessori dell'energia verde, che si ribellarono abbastanza presto ai Guardiani, dimostrando la loro inaffidabilità. L'intera vicenda, raccontata sul crossover Millennium, vide coinvolta la Justice League International e tutto il corpo delle Lanterne Verdi, che per l'occasione elesse a sua base temporanea la Terra.
Negli stessi anni, si colse l'occasione per rinarrare le origini di Hal (miniserie di Gerard Jones, poi scrittore della serie regolare, Keith Giffen, M.D.Bright) e il suo primo periodo come Lanterna Verde (sempre Bright, con testi, però, di Owsley), cogliendo anche l'occasione per farlo interagire con il rinnovato Capitan Atom, eroe ideato da Steve Ditko per la Quality Comics.

### Parallax
Crisi sulle Terre infinite sarebbe dovuta essere, nelle intenzioni di Wolfman, un arco narrativo con la quale consentire a tutto l'universo DC Comics di ricominciare da zero. Gli eroi che effettivamente iniziarono dal nulla furono ben pochi: Superman, Batman e Wonder Woman su tutti. Molti altri, soprattutto per una difficoltà di gestione di tutte le serie, invece non furono quasi per niente toccati da Crisis. Questo generò alcuni problemi nella continuity, come Superboy che avrebbe dovuto essere l'eroe ispiratore della Legione dei Sup-Ereroi: ma l'identità adolescente di Clark Kent, secondo le già accettate nuove origini di Byrne su Man of Steel, non era mai esistita e ciò creò il primo di molti problemi, alla meglio spesso risolti in maniera affrettata e facendo diretto riferimento a un arco narrativo che doveva essere dimenticata da tutti a parte lo Psico-Pirata.
Per ovviare a questi problemi venne ideato un nuovo e altrettanto complesso arco narrativo cosmico: l'Ora zero - Crisi nel tempo di Dan Jurgens.
Non si sa se l'idea di utilizzare Hal Jordan come il cattivo dell'arco narrativo fosse originariamente di Jurgens o imposta dai vertici della casa editrice, ma La storia di Ganthet di Niven-Byrne, ma anche alcuni degli avvenimenti accorsi in Millennium, ponevano le basi per la futura follia di Jordan.
Ne La storia di Ganthet, infatti, si veniva a conoscenza del vero ruolo giocato dai Guardiani di Oa nei fatti che prepararono la Crisi. Crona, infatti, l'oano ribelle, poteva essere fermato, ma in effetti i Guardiani non lo fecero per orgoglio, causando così la morte indiretta di milioni di persone. La conoscenza di una realtà così devastante, comunque, non lasciò indifferente Hal Jordan, e probabilmente fu uno dei punti narrativi che convinsero ad utilizzare Jordan come il criminale cosmico dell'arco narrativo. In quest'ottica alcune storie che apparirono come semplici mosse commerciali e nient'altro, possono essere viste come il prologo alla più complessa Ora Zero.
La prima grande storia legata direttamente a questo crossover è da considerarsi La morte di Superman, non a caso ideata e gestita da Dan Jurgens. Dopo la morte dell'eroe per mano di Doomsday, anch'egli apparentemente morto come Superman, ci fu un periodo detto Regno dei Supermen, in cui quattro misteriosi individui iniziarono a circolare per le strade di Metropolis, tutti presi per un possibile azzurrone tornato incredibilmente dalla tomba. Durante questo arco narrativo, sfruttando l'assenza contemporanea di Superman e Lanterna Verde, in missione per lo spazio, giunse sulla Terra Mongul, che distrusse Coast City, la città di Hal, e pose lì la sua base. Hal però giunse di lì a poco e sconfisse Mongul, restando però disperato tra le macerie della sua amata città.
Inizia così Tramonto di smeraldo, la storia d'esordio di Ron Marz come nuovo sceneggiatore regolare della serie Green Lantern. Hal prega i Guardiani di ricostruire Coast City e, di fronte all'ennesimo rifiuto, ormai prossimo alla follia, decide di ribellarsi ai suoi mentori e si dirige verso Oa con l'intenzione di vendicarsi dei Guardiani. Durante la strada affronta l'intero Corpo, una Lanterna alla volta, uccidendole tutte e prendendo per sé i loro anelli. Gli unici a salvarsi sono proprio coloro che erano momentaneamente fuori dal Corpo.
Giunto su Oa, però, Hal ha ancora due avversari da affrontare. Il primo è il suo amico e maestro Kilowog, ma anch'esso viene ucciso dalla furia di Hal. Il secondo è Sinestro, richiamato nel Corpo per fronteggiare quella che gli stessi Guardiani considerano la più grande Lanterna di tutti i tempi. Anche Sinestro viene però sconfitto e Hal, proprio quando sembra che nessuno sia sopravvissuto alla sua furia, entra nella Batteria Centrale, per uscirne, alcuni mesi più tardi, come Parallax, un essere dai poteri pressoché infiniti e senza più le limitazioni del giallo e della ricarica.
Anche i piani originali di Gerard Jones prevedevano una ribellione di Hal ai Guardiani, e, soprattutto, una sua lotta contro molte delle Lanterne Verdi, compreso Kilowog. L'idea di base, però, sembrava reintegrare il concetto di multiverso che Crisis aveva cancellato e che l'imminente Ora Zero avrebbe dovuto definitivamente abbandonare, e questo potrebbe spiegare la rapidità con cui Jordan venne sostituito da Rayner, uno dei motivi di controversia tra la casa editrice ed i fan, oltre alla decisione di far sparire Hal non già con un gesto eroico, ma con un atto criminale.

### Ora Zero
Subito dopo questi avvenimenti, però, si scopre ben presto che esiste un sopravvissuto: Ganthet. Egli, sentendo sulle spalle la responsabilità della follia di Jordan più degli altri a causa della storia che gli aveva narrato anni prima, si dirige verso la Terra con l'ultimo anello e l'ultima lanterna rimasti e, scegliendo apparentemente a caso, si rivolge a Kyle Rayner, cartoonist newyorkese, eleggendolo come nuova Lanterna Verde e dandogli le informazioni minime per affrontare la carriera di supereroe.
Si scopre ben presto che l'unica limitazione di questa Lanterna è quella della ricarica della mini-batteria in dotazione. Kyle, che eredita tutti i nemici di Lanterna Verde, dopo alcuni mesi si dirigerà verso Oa, affrontando una prima volta Hal Jordan in un confronto che, sembra, lo vede vincitore. In realtà è solo un assaggio, perché Jordan, ormai Parallax, si sta preparando per dare vita ad un nuovo Universo. Infatti Ora Zero si fonda proprio sugli sconvolgimenti spaziotemporali causati da Parallax, che sfruttando l'energia residua di Crisis sta richiudendo l'Universo su sé stesso per poter ricominciare dall'inizio e dare così origine ad un nuovo Universo, migliore del precedente.
Alla fine il pericolo viene scongiurato grazie all'intervento di Kyle e di Freccia Verde, che con una freccia ferma il suo amico, dando così inizio al secondo Big Bang nella storia del cosmo DC.

### Lo Spettro
I lettori e gli appassionati di Hal Jordan, però, nonostante il successo iniziale in termini di vendita della nuova Lanterna, iniziarono a reclamare il ritorno di Hal Jordan.
La prima occasione per il suo ritorno è il numero 100 della serie, dove inizia una miniserie in 7 episodi in cui Kyle collabora con un Hal Jordan giovane e non ancora esperto che, dal passato, verrà trasportato nel futuro, dove apprenderà quello che lo aspetta ed alla fine affronterà il sé stesso malvagio, Parallax, in una sfida cui il solo Kyle potrà porre termine.
Successivamente si darà ad Hal la possibilità di redimersi e dire addio da eroe: viene così ideata L'ultima notte, arco narrativo durante la quale il Sole sembra destinato a spegnersi per sempre. Sarà proprio Parallax, donando tutta la sua energia, a riattivare la stella e riportare la speranza e la vita sul suo pianeta natale.
A questo punto passano le storie e gli anni nel cosmo DC e Jim Corrigan, lo Spettro, espressione della vendetta divina, abbandona il suo ruolo e così il mistico potere resta senza alcun controllore. Parte, allora, una battaglia per il possesso di un potere potenzialmente secondo solo a quello di Dio: la battaglia, nota come Il giorno del giudizio, viene descritta da Geoff Johns con l'aiuto del disegnatore Matt Smith e dell'inchiostratore Steve Mitchell.
Alla fine dell'arco narrativo sarà l'anima di Hal Jordan, in attesa in purgatorio per redimersi dai propri peccati, a fondersi con la vendetta divina per dare inizio ad una nuova stagione nella millenaria esistenza dello Spettro. Nella nuova serie prontamente aperta e dedicata al nuovo Hal, gestita da J.M. DeMatteis e Ryan Sook, lo Spettro inizia a dedicarsi più alla redenzione che non alla vendetta. Il nuovo corso, però, per quanto interessante, non sembra attirare i lettori e la serie viene chiusa dopo 27 uscite.

### Il ritorno
Il mito di Hal Jordan, comunque, era sempre ben coltivato. Le sue apparizione in JLA: Anno Uno di Waid-Kitson-Austin o in Paura infinita di Marz-Parker tengono comunque in piedi l'Hal Jordan-Lanterna Verde. Si sta però preparando il ritorno di Hal e, innanzitutto, del Corpo delle Lanterne Verdi.
In Legacy - Il testamento di Hal Jordan di Joe Kelly-Brent Anderson-Bill Sienkiewicz, grazie allo Spettro, Tom Kalmaku riesce a superare il dolore seguito al tradimento ed alla morte di Hal e, soprattutto, riesce a sfruttare l'energia verde di Hal, materializzatasi in Marty, figlio di Hal, per riportare all'antico splendore Oa e dare così la pace anche allo spirito tormentato di Kilowog, evocato dall'aldilà dalle Lanterne Verdi superstiti, ma senza più alcun anello.
Il ritorno di Hal è però nell'aria ed avviene sulla miniserie Green Lantern: Rebirth di Geoff Johns (lo stesso de Il Giorno del Giudizio) ed Ethan van Sciver. Nel corso della storia, grazie all'intervento di Kyle Rayner, il corpo di Hal Jordan viene recuperato (era stato incenerito all'interno del sole, ma un residuo dell'energia di Parallax l'ha rigenerato)
e si scopre che Parallax che non è altri che un parassita alieno che si nutre di paura, contratto da Jordan per volere di Sinestro, che l'ha posseduto e spinto ad eliminare l'intero Corpo delle Lanterne Verdi.
A seguito di una devastante battaglia per l'anima di Jordan, lo Spettro sconfigge Parallax e scompare, andando alla ricerca di un nuovo ospite, in questo modo lo spirito di Hal Jordan si ricongiunge al proprio corpo, tornando così ad essere una Lanterna Verde, giusto in tempo per sconfiggere il redivivo Sinestro, vero artefice di tutte le sue disgrazie.
Si crea così una sovrabbondanza di LV operanti nel settore del pianeta Terra: Guy Gardner e Kyle Rayner vengono chiamati dai Guardiani a ricostruire OA e a formare la base per un nuovo Corpo delle Lanterne Verdi, mentre John Stewart e Hal vengono assegnati al settore della Terra. Hal entra nella nuova formazione della JLA ed è uno dei primi ad accorgersi dei piani di Sinestro che sfoceranno nelle Sinestro Wars.

### Le origini segrete
Nel 2008 la DC Comics affida allo scrittore Geoff Johns il compito di rinarrare le origini di Hal Jordan come Lanterna Verde. L'obiettivo è quello di spiegare alcune incongruenze narrative e aggiungere nuovi elementi quali il preludio all'arrivo della Notte più Profonda e la premessa per la nascita delle Lanterne Rosse. Inoltre viene approfondito il rapporto tra Hal e Sinestro. Il tutto avviene in una storia in 7 parti serializzata sulla serie più recente di Green Lantern.
Uno dei punti non ancora spiegati è il motivo per cui Abin Sur arriva sulla Terra morente e alla guida di un'astronave. Non usa il suo anello come sarebbe ovvio. Ora ci viene svelato che porta con sé un prigioniero. Si tratta di Atrocitus uno dei cinque sopravvissuti al massacro del settore 666 ad opera dei Manhunters. Abin Sur è ossessionato dalle profezie riguardanti l'arrivo della Notte più Profonda. Atrocitus ha grandi capacità divinatorie ed ha previsto che l'origine di quest'oscurità, che porterà alla distruzione dell'intero Universo, avverrà sulla Terra. Ha inoltre ammonito Abin che il suo anello lo tradirà nel momento di maggior bisogno.
Su sua iniziativa personale la Lanterna Verde vuole trovare chi o cosa sulla Terra sarà la causa della Notte più Profonda. Dopo essere entrati nella nostra atmosfera Atrocitus si libera e ferisce a morte Abin Sur che tenta un atterraggio di fortuna. Il suo anello lo abbandona per trovare un sostituto per proteggere il settore 2814. Individua Hal Jordan che viene portato dall'alieno morente. Prima di spirare invoca un nome: Sinestro. Questi viene considerato la più grande Lanterna Verde, il suo pianeta d'origine è Kougar e il suo settore è quello più ordinato e protetto. Sinestro viene chiamato segretamente da un Guardiano che gli ordina di andare sulla Terra e indagare sulla morte di Abin Sur. Questo Guardiano viola due Leggi fondamentali del suo ordine: dice di chiamarsi Ganthet (i Guardiani non possono avere nomi personali), inoltre chiede ad una Lanterna di violare il settore di un'altra.
Sulla Terra Atrocitus, nel frattempo riuscito a fuggire dall'astronave, compie un sacrificio a scopo divinatorio e scopre che l'emozione Nera avrà origine in un uomo dal nome William Hand. L'astronave di Abin Sur viene recuperata dall'esercito per essere studiata. A capo delle ricerche c'è lo scienziato Hector Hammond, sedicente fidanzato di Carol Ferris. Durante l'apertura della camera d'alimentazione rimane esposto alle radiazioni di una roccia sconosciuta che creava energia per il motore dell'astronave. L'incidente gli dona poteri telepatici e telecinetici che non sembra in grado di controllare e lo fanno impazzire.
Sinestro arriva sulla Terra nel momento in cui Hal sta testando un nuovo aereo per la Ferris Air e rimane stupito dal fatto che non porti l'anello. Il motivo è che Hal ama il brivido del volo e se sa di essere protetto dall'anello non prova le stesse sensazioni. Sinestro vede nel terrestre un inesperto e spericolato apprendista ma subito arriva ad apprezzare le doti ribelli della nuova Lanterna Verde.
All'interno dell'anello che era di Abin Sur c'è una registrazione diretta proprio a Sinestro. Questa gli rivela che migliaia di anni prima i Guardiani avevano creato i Manhunters, esseri artificiali con lo scopo di mantenere ordine nell'Universo. Non si fidarono subito di esseri senzienti perché i Guardiani temono ogni tipo di emozione. I Manhunters conclusero che non vi poteva essere ordine in presenza della vita biologica e alcuni di loro iniziarono lo sterminio del Settore 666. Ma in 5 sopravvissero, formando la cellula terroristica poi denominata (The Five Inversions), il cui scopo era l'annientamento dei Guardiani e tra di loro vi era Atrocitus, un essere capace di predire il futuro tramite sacrifici rituali. Questi ha individuato la Terra come il punto di origine dell'Oscurità Sconosciuta (Unknown darkness).
Prima di essere portato sulla Terra da Abin è stato prigioniero per migliaia di anni su Ysmault. Ora la sua Rabbia/Collera (Rage) contro i Guardiani e le Lanterne Verdi è incalcolabile. Dopo queste rivelazioni sia Sinestro che Hal hanno la conferma che i Guardiani hanno dei segreti e sono ben lontani dall'essere al di sopra di ogni errore e giudizio. Le due Lanterne Verdi si mettono alla ricerca di Atrocitus, insieme riescono a catturarlo dopo un durissimo scontro e questo nonostante sia riuscito a costruire un dispositivo in grado di prosciugare momentaneamente l'energia dei loro anelli.
A loro insaputa Atrocitus ha trovato ciò che cercava nella persona di William Hand, un ragazzo con marcati istinti necrofili che gestisce un servizio di pompe funebri con i genitori. Dopo la battaglia Sinestro suggerisce ad Hal di fare i conti con la propria rabbia interiore perché questa può privarlo di concentrazione e lucidità nell'usare l'anello; Hal, presolo in parola, vola in cerca di Carl Ferris, padre di Carol e da lui ritenuto responsabile della morte del proprio, Martin Jordan, anche lui pilota di aereo; ma l'enorme rabbia covata scompare quando Jordan scopre che Ferris è immobilizzato da anni in seguito ad una malattia, accudito da sua figlia che gli rivela di come il senso di colpa per la morte di Martin Jordan non l'ha mai abbandonato.
Fatta pace con sé stesso, Hal viene raggiunto da Sinestro che ne elogia la capacità di aver abbandonato la rabbia che gli attanagliava il cuore, cosa che gli ha permesso di accedere al vero potere dell'anello; i due si danno la mano in segno di amicizia, ma vengono subito portati sul Pianeta Oa forzatamente: hanno violato la legge che prevede la fraternizzazione tra Lanterne di diversi settori. Per questo si trovano di fronte ad un tribunale di Guardiani. Hal Jordan ritiene la legge ingiusta e accusa gli stessi Guardiani di essere dominati dalla Paura. Inoltre insinua che siano stati proprio loro a inserire l'impurità Gialla nell'energia verde che alimenta i loro anelli. Questo li rende inefficaci contro il colore giallo e Hal nota che i Guardiani risiedono proprio in dei palazzi dal colore giallo.
Solo l'intervento di Sinestro convince i Guardiani a perdonare tali accuse e a dare ad Hal un'altra possibilità. Lo stesso Sinestro si assume l'incarico di tenerlo sotto controllo e rivela l'esistenza di un guardiano che si è dato un nome.

#### Epilogo
Le nuove origini realizzate dagli autori Geoff Johns e Ivan Reis integrano e sostituiscono le origini Post-Crisis del personaggio così come erano state rinarrate nella miniserie Emerald Dawn dagli autori Jim Owsley, Keith Giffen, Gerard Jones e M.D.Bright. Tale miniserie conta sei numeri ed è stata pubblicata negli Stati Uniti tra il dicembre 1989 e il maggio 1990.
Conseguenze sui personaggi:
- Hal Jordan: Sinestro suggerisce ad Hal di fare pace con sé stesso e la rabbia che ancora prova per la morte del padre. Per questo decide di recarsi a casa Ferris e affrontare l'uomo che ritiene responsabile dell'incidente che lo ha privato del genitore, cioè il padre di Carol. Qui scopre che è gravemente malato e divorato dai sensi di colpa per aver permesso a Martin Jordan di salire su un aereo difettoso. Hal placa la sua voglia di vendetta e decide di lavorare come pilota collaudatore alla Ferris Air.
- Carol Ferris: date le gravi condizioni del padre assume la dirigenza della Ferris Air. Questo non piace a molti dei dipendenti che si licenziano. Hal Jordan però rimane e tra i due comincia a nascere un sentimento d'affetto.
- Sinestro: vede con simpatia i sentimenti di ribellione di Hal nei confronti dei Guardiani. Inoltre si trova d'accordo con le ultime parole registrate da Abin Sur. Queste sostengono che i metodi dei Guardiani falliranno nel mantenere ordine nella Galassia e ciò porterà alla Notte più profonda.
- Hector Hammond: per tenere sotto controllo i suoi poteri telepatici viene rinchiuso nell'Hangar 44 della base Edward Air Force. Nell'isolamento scivola lentamente nella follia ma non prima di aver letto nella mente di Hal Jordan, scoprendo la sua identità segreta come Lanterna Verde.
- Atrocitus: viene dato in custodia a Sinestro che lo riporta sul pianeta Ysmault dove lo crocifigge con dei chiodi di energia verde generati dal suo anello. Atrocitus predice a Sinestro le guerre civili che scoppieranno sul pianeta Korugar, luogo natale di Sinestro, mentre questi sarà lontano a svolgere il suo dovere di Lanterna. Tali avvenimenti porteranno questi a perdere ogni equilibrio emotivo e fiducia. La paura avrà il sopravvento.
- William Hand: si trova nascosto nell'obitorio dell'ospedale di Coast City. Mentre assisteva alla battaglia tra Hal e Sinestro contro Atrocitus si è impossessato del dispositivo con il quale l'alieno aveva prosciugato l'energia degli anelli delle due Lanterne Verdi.

### La notte più profonda
Mentre si trovava a Gotham City col suo amico Barry Allen, i due subiscono l'aggressione da parte del loro vecchio amico e compagno d'armi Martian Manhunter, resuscitato come Lanterna Nera: in questo stato, J'onn è immune anche al suo vecchio tallone di Achille, il fuoco, e i due leaguers sembrano non poterlo sconfiggere. Riescono successivamente a sfuggire allo scontro, e sono testimoni dell'inizio della Notte più profonda, iniziata dai suoi vecchi nemici Nekron e Mano Nera. Jordan decide di trovare rinforzi in giro per il cosmo, cooptando membri degli altri corpi delle lanterne, come Atrocitus ed il Santo Viandante. Tuttavia, nemmeno la loro unione è capace di sconfiggere gli avversari. Successivamente, Nekron evoca l'Entità, ovvero la forza primaria della vita, allo scopo di distruggerla ed uccidere tutto l'universo. L'Entità viene così reclamata da Sinestro; la sua trasformazione in Lanterna Bianca dura soltanto poco tempo, ed il korugariano viene sconfitto. Jordan, in seguito, riesce ad unirsi ed a controllare la medesima entità, condividendo il suo potere con gli altri eroi e formando un Corpo delle Lanterne Bianche, uccidendo Nekron e ponendo fine alla Notte più profonda.

## Altre versioni

### Superman: Red Son
Nell'Elseworld Superman: Red Son Hal Jordan è un pilota statunitense che è stato prigioniero in Cambogia per quattro anni; lì ha sviluppato una fervida immaginazione nel visualizzare diversi modi di vendicarsi dei suoi aguzzini.
Viene poi scelto da Lex Luthor come possessore dell'anello da Lanterna Verde appartenuto ad Abin Sur (precipitato anni prima a Roswell) e diviene così colonnello del Corpo Marine delle Lanterne Verdi, che si scontra col Superman comunista.

### Amalgam
Unendosi al personaggio Marvel Comics Iron Man, Hal dà vita al personaggio Amalgam chiamato Iron Lantern: il miliardario Hal Stark, proprietario della Stark Aircraft, si costruisce un'armatura con pacemaker per il suo cuore, ferito in un incidente (come Iron Man), usando una potente lanterna che genera una sconosciuta energia verde lasciatogli da un alieno morente (come a Hal Jordan).

### Vendicatori/JLA
Nel crossover Vendicatori/JLA Hal Jordan è uno dei personaggi principali della storia, sia nei panni di Lanterna Verde che in quelli dello Spettro.

## Altri media

### Cinema

Hal Jordan, alias Lanterna Verde interpretato da Ryan Reynolds nell'omonimo film del 2011.

Hal Jordan è il protagonista del film Lanterna Verde (2011), interpretato da Ryan Reynolds.

### Televisione
- Hal Jordan appare insieme al Corpo delle Lanterne Verdi in un cameo nell'episodio Super papero terrestre della serie Duck Dodgers.
- È il protagonista nei film animati Lanterna Verde: Prima missione e Lanterna Verde - I cavalieri di smeraldo.
- Appare come ospite speciale in alcuni episodi della serie animata I Superamici, Justice League Unlimited e Young Justice.
- Hal Jordan è il protagonista della serie animata Lanterna Verde.

### Videogiochi
- È uno dei personaggi sbloccabili in Justice League Heroes, sbloccabile con 84 scudi JLA.
- Lanterna Verde è uno dei personaggi giocabili in Injustice 2.